# Yusuke Chajima
Yusuke Chajima (茶島 雄介, Chajima Yusuke) est un footballeur japonais né le 20 juillet 1991 à Aki-ku. Il évolue au poste de milieu offensif.

## Biographie
Yusuke Chajima participe à la Ligue des champions d'Asie avec le club du Sanfrecce Hiroshima.
Il participe à la Coupe du monde des clubs de la FIFA en 2015. Yusuke Chajima joue trois matchs lors de cette compétition, lors de laquelle le Sanfrecce se classe troisième.

## Palmarès
- Champion du Japon en 2015 avec le Sanfrecce Hiroshima
- Vainqueur de la Supercoupe du Japon en 2016 avec le Sanfrecce Hiroshima